# Sophia Adriana de Bruijn

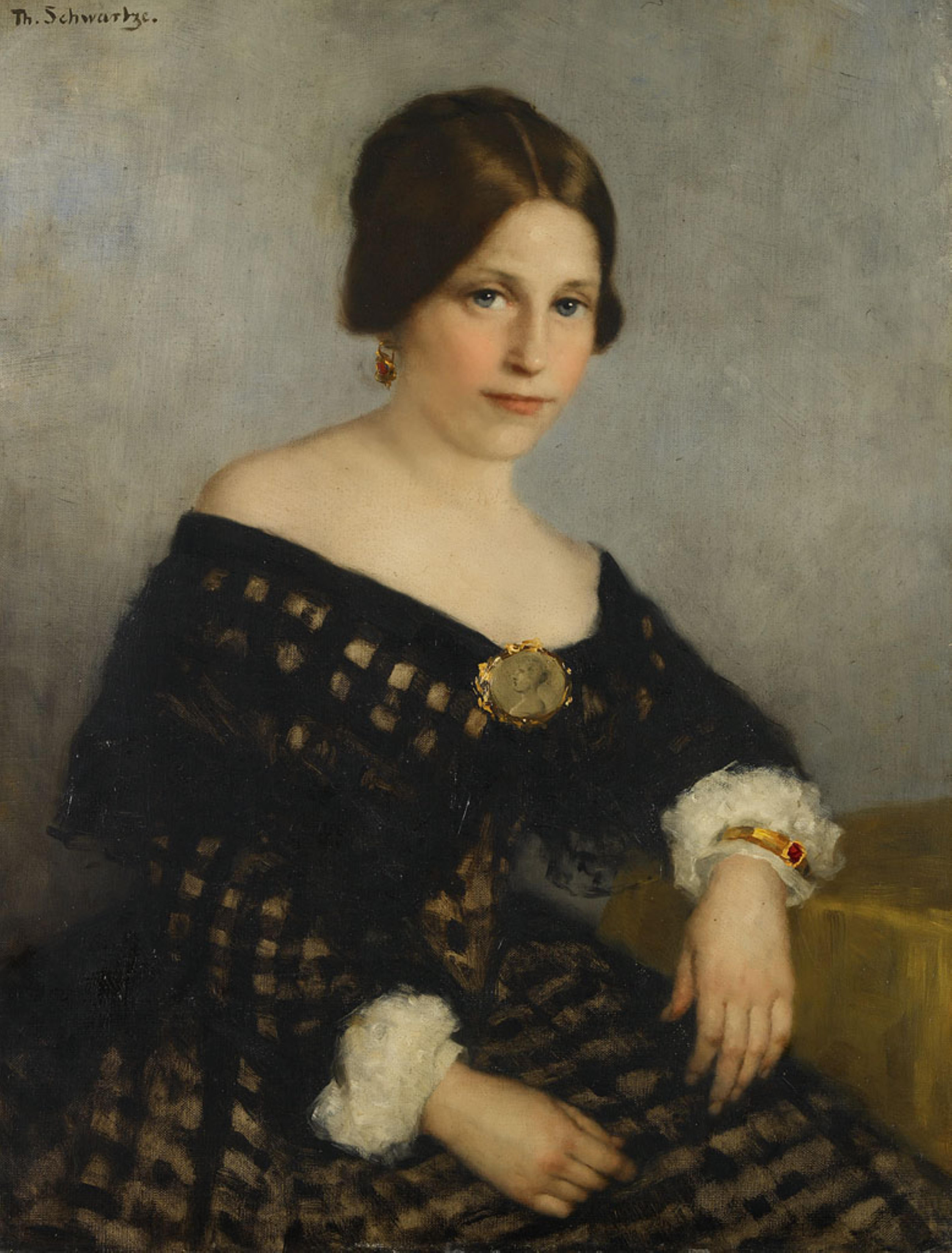
Portret door Thérèse Schwartze, schilderij uit de collectie van het Amsterdam Museum

Sophia Adriana de Bruijn, beter bekend onder haar naam als gehuwde vrouw Sophia Adriana Lopez Suasso-de Bruijn, (Amsterdam, 21 januari 1816 - Amsterdam, 4 maart 1890) was een rijke Amsterdamse weduwe en dochter van een koopman. Haar legaat vormde de basis van het latere Stedelijk Museum in Amsterdam.

## Biografie

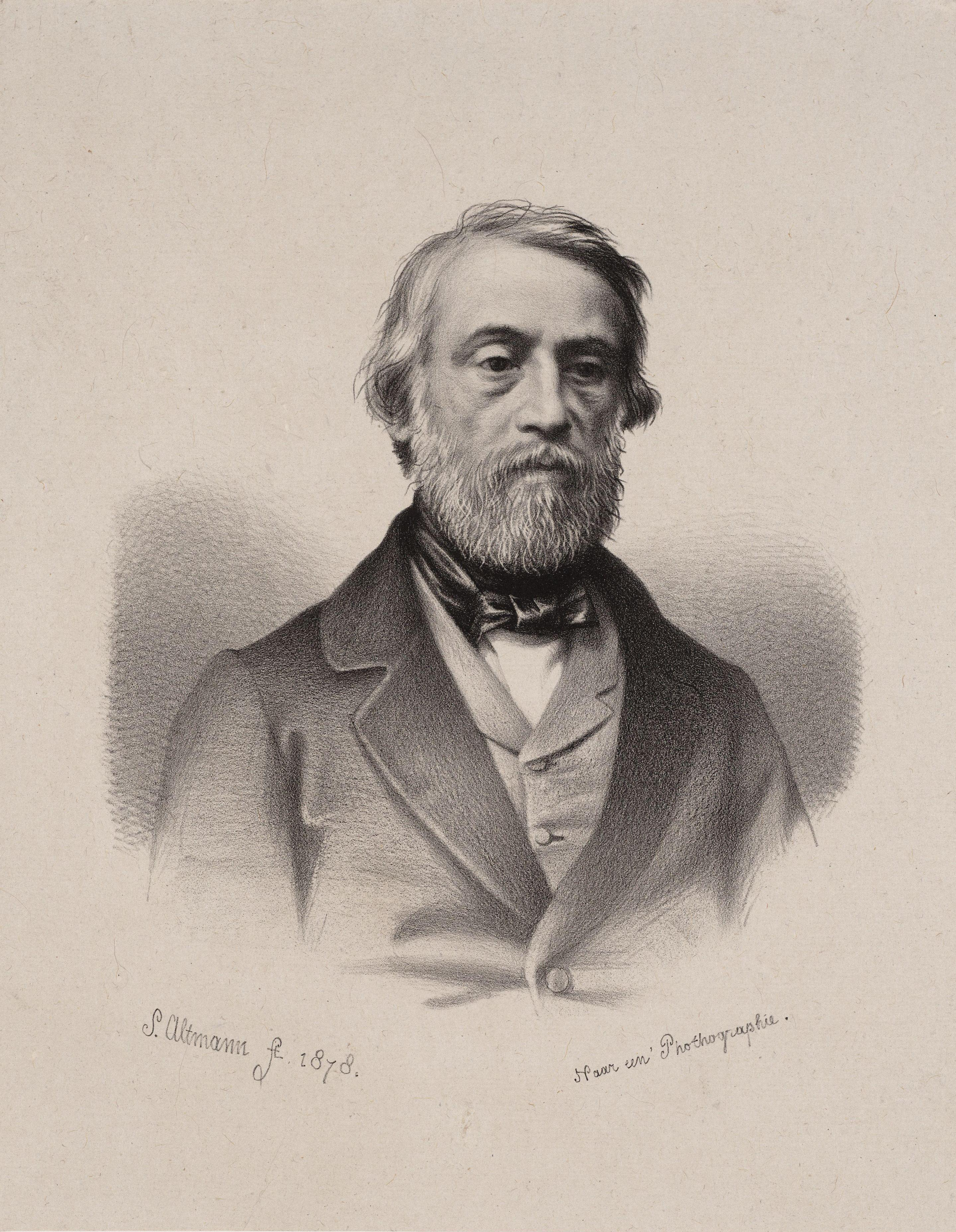
Augustus Pieter Lopez Suasso, door Sybrand Altmann

Sophia trouwde op 7 april 1860 in Amsterdam met jonkheer Augustus Pieter Lopez Suasso (1804-1877), een telg uit de Portugees-joodse familie Lopes Suasso. Sophia was Nederlands Hervormd. Sophia kwam uit een Zuid-Hollands geslacht dat gedurende de Franse overheersing het aanzien had verloren. Het late huwelijk, terwijl het stel elkaar waarschijnlijk al sinds 1841 kende, vond plaats na de dood van de vader van Augustus, Diégo. Augustus werd rooms-katholiek tijdens het huwelijk. Gedacht wordt dat Diégo tegen het huwelijk was. Het echtpaar bleef kinderloos en maakte vele reizen. Na het overlijden van haar echtgenoot werd Sophia als weduwe van een jonkheer douairière genoemd. 

## Verzamelen
Ook na de dood van haar echtgenoot bleef Sophia verzamelen. Zo verwierf ze op 1 juli 1887 voor 25.000 gulden de hele inboedel van Museum Het Broekerhuis dat aan de Amstelveenseweg bij het Vondelpark was gevestigd.  Dit museum bevatte de inrichting van een woning uit Broek in Waterland. Sophia liet grote meubelstukken uit dit museum overbrengen naar een leegstand pand op de Nieuwe Herengracht 43, destijds ook wel Joden Herengracht genoemd. Sophia wilde van dat pand na haar dood een hofje laten maken voor acht vrouwen ouder dan 50 jaar, van alle kerkelijke gezindten, met maximaal één rooms-katholieke vrouw. Kleinere stukken uit het Broekerhuis werden verplaatst naar de woning van de Suasso's op Kloveniersburgwal 76. Sophia verzamelde ook veel juwelen. Haar vaste leverancier daarvoor was H. Martens, die gevestigd was aan het Rokin.

## Het legaat

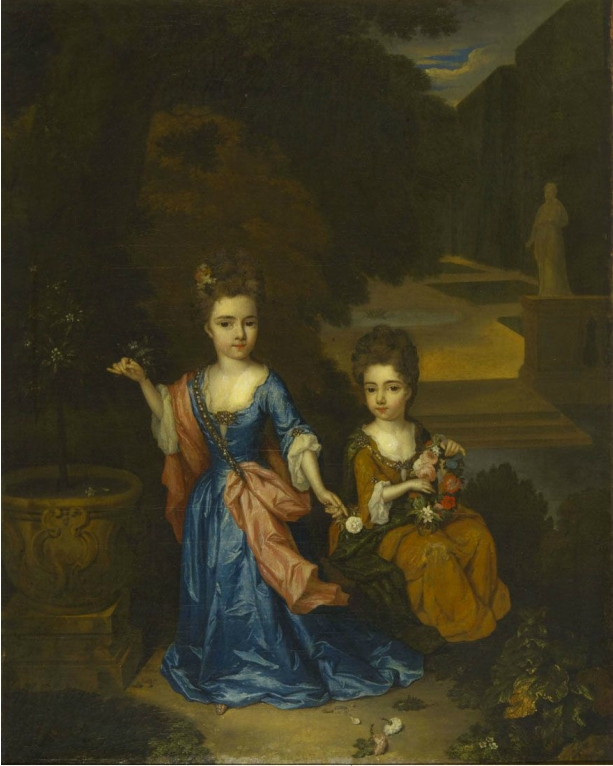
Twee kinderen van Francesco Lopez Suasso door Constantijn Netscher, 1709, onderdeel van de Sophia Augusta Stichting

Sophia legateerde via haar testament uit 1890 haar gehele bezit, waaronder haar huis aan de Kloveniersburgwal en haar kunstverzameling, aan de gemeente Amsterdam. Eerder had haar overleden echtgenoot zijn muntenverzameling aan de gemeente Amsterdam geschonken.
Het legaat van Sophia vormde de basis van het latere Stedelijk Museum. De voorwerpen, met name kunst, juwelen, sieraden en curiosa, werden vanaf 1900 tentoongesteld in de stijlkamers van het museum, dat destijds ook wel Suassomuseum werd genoemd. In het testament was bepaald dat de collectie voor één gulden te bezichtigen moest zijn. Dit was voor die tijd erg duur, waardoor er niet veel bezoek kwam. "Hoe jammer toch, dat een onverbiddelijke bepaling in de testamentaire beschikking, den toegangsprijs voor dit onderdeel van het Museum heeft vastgesteld op ... een gulden! Zou daar nu niets aan te veranderen zijn?", zo schreef een journalist in 1906 in het Nieuws van den Dag. In 1941 bepaalde de Hoge Raad dat de hoge entreeprijs kon worden ingetrokken.

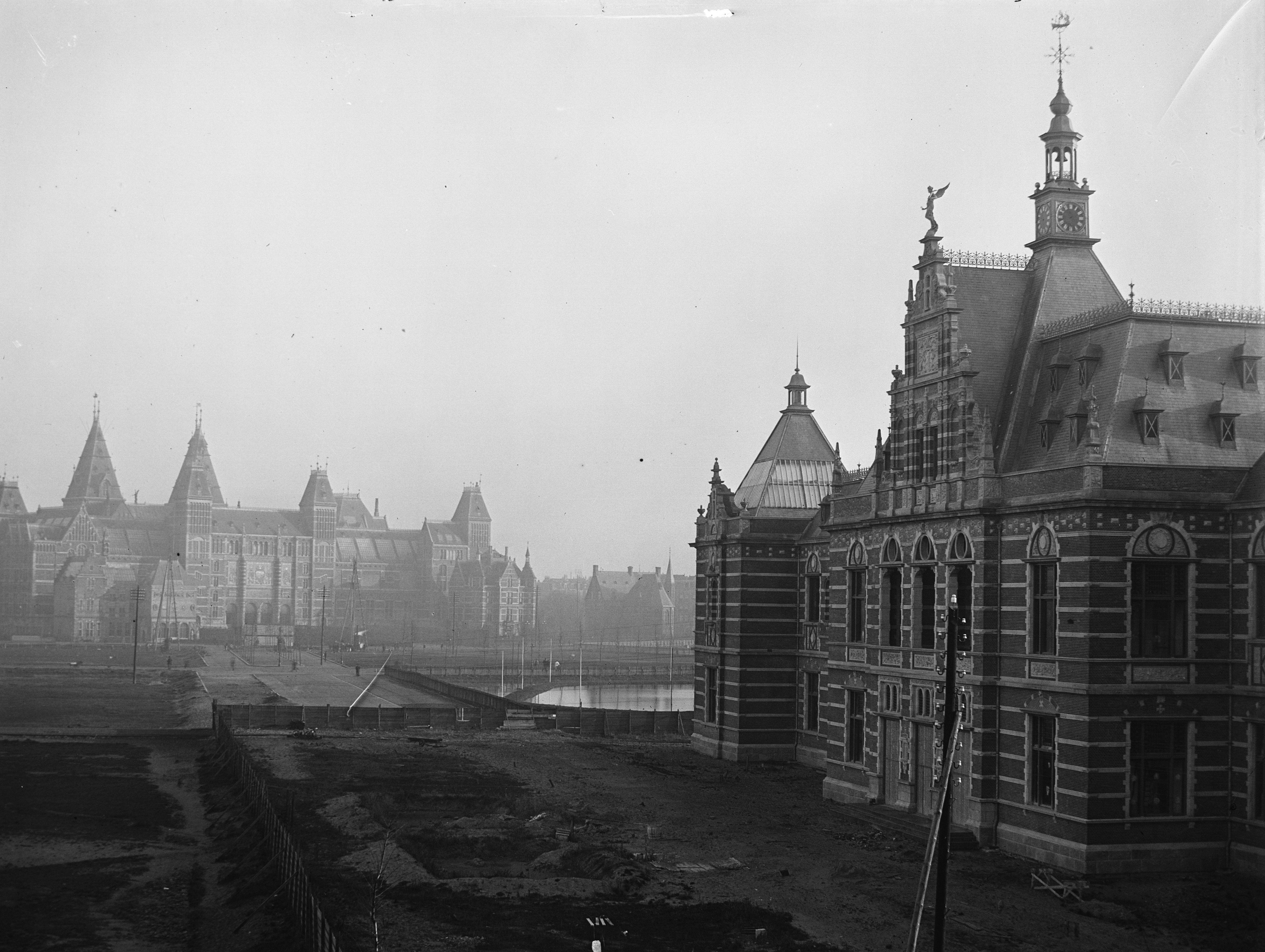
Foto van het net gebouwde Suasso Museum, door Jacob Olie, 1894

Het museum wilde volgens een artikel in Ons Amsterdam al snel niets meer weten van mevrouw Suasso. Het huis dat zij naliet was te klein, onder andere omdat er meer expositieruimte werd gezocht door andere instellingen. In 1901 oordeelde de conservator van het Stedelijk Museum, Van Someren Brand, erg negatief over de verzameling van Sophia. Volgens hem verzamelde ze alles wat los en vast zat en onderhield ze de verzameling niet goed. Het aangekochte interieur van het Broekerhuis vond Van Someren Brand een bewijs van onkunde: het betrof volgens hem namaak. In 2010 schreef H. Vreeken in zijn proefschrift "Bij wijze van museum" over het met kunstvoorwerpen volgestouwde woonhuis van Sophia.
De verzameling, die volgens het testament behouden moest blijven onder de naam Sophia Augusta Stichting, is sinds 2012 onder beheer van het Amsterdam Museum. Dit museum denkt positiever over de collectie. De collectie geeft inzicht in het soort kostbaarheden waarmee mensen van stand zich in de negentiende eeuw omringden. De collectie is uniek omdat deze dankzij het testament van Sophia bij elkaar is gebleven.
Onderdeel van het legaat was ook kleding. In een schriftje beschreef mevrouw Suasso de kleding die bewaard moest blijven. De lijst bestond uit ongeveer zeventig dames- en herenkledingstukken, vijfendertig hoeden, tachtig paar schoenen en tweehonderdvijftig accessoires. Slechts een deel van de in het schriftje vermelde objecten is terug te vinden in de museumcollectie.
In 2018 werd een deel van de verzameling van gouden voorwerpen van Sophia geëxposeerd in het Cromhouthuis in Amsterdam. Getoond werden onder andere fantasiehorloges, in de vorm van bijvoorbeeld een dier, een bloem of een muziekinstrument. Het horloge wordt zichtbaar door op een knopje te drukken. Ook waren er snuifdozen en gesneden cameeën te zien.